# Pavel Ploc
Pavel Ploc (Jilemnice, 15 giugno 1964) è un politico ed ex saltatore con gli sci e allenatore di sci nordico ceco, vincitore di varie medaglie olimpiche e iridate. Durante la sua carriera agonistica gareggiò per la nazionale cecoslovacca.

## Biografia

### Carriera sciistica
In Coppa del Mondo ha esordito il 12 marzo 1982 a Tauplitz (12°) e ha ottenuto la prima vittoria, nonché primo podio, il 9 gennaio 1983 a Harrachov.
In carriera prese parte a due edizioni dei Giochi olimpici invernali, Sarajevo 1984 (14° nel trampolino normale, 3° nel trampolino lungo) e Calgary 1988 (2° nel trampolino normale, 5° nel trampolino lungo, 4° nella gara a squadre), a cinque dei Campionati mondiali, vincendo due medaglie, e a quattro dei Mondiali di volo, vincendo due medaglie.

### Carriera da allenatore
Dopo il ritiro divenne allenatore dei saltatori della nazionale ceca, a Lillehammer 1994 come assistente di Luďka Matury e a Nagano 1998 come capo allenatore; nel 2002 divenne responsabile della squadra juniores.

### Carriera politica
Militante del Partito Socialdemocratico Ceco (ČSSD), nelle elezioni parlamentari in Repubblica Ceca del 2006 fu eletto deputato alla Camera dei deputati; è stato rieletto alla successiva tornata elettorale del 2010.

## Palmarès

### Olimpiadi
- 2 medaglie:
  - 1 argento (trampolino normale a Calgary 1988)
  - 1 bronzo (trampolino lungo[1][2] a Sarajevo 1984)

### Mondiali
- 2 medaglie, oltre a quella conquistata in sede olimpica e valida anche ai fini iridati:
  - 2 bronzi (gara a squadre a Sarajevo/Rovaniemi/Engelberg 1984; gara a squadre a Lahti 1989)

### Mondiali di volo
- 2 medaglie:
  - 1 argento (individuale a Harrachov 1983)
  - 1 bronzo (individuale a Planica 1985)

### Coppa del Mondo
- Miglior piazzamento in classifica generale: 2º nel 1988
- 26 podi (tutti individuali), oltre a quello conquistato in sede olimpica e valido anche ai fini della Coppa del Mondo:
  - 10 vittorie
  - 9 secondi posti
  - 7 terzi posti

#### Coppa del Mondo - vittorie
| Data             | Località               | Nazione        | Trampolino                |
| ---------------- | ---------------------- | -------------- | ------------------------- |
| 9 gennaio 1983   | Harrachov              | Cecoslovacchia | Čerťák K120               |
| 9 marzo 1984     | Lillehammer            | Norvegia       | Balberg K120              |
| 25 marzo 1984    | Planica                | Jugoslavia     | Bloudkova velikanka K120  |
| 1º gennaio 1986  | Garmisch-Partenkirchen | Germania Ovest | Große Olympiaschanze K107 |
| 12 dicembre 1987 | Lake Placid            | Stati Uniti    | MacKenzie Intervale K114  |
| 13 dicembre 1987 | Lake Placid            | Stati Uniti    | MacKenzie Intervale K86   |
| 30 dicembre 1987 | Oberstdorf             | Germania Ovest | Schattenberg K115         |
| 22 gennaio 1988  | Gstaad                 | Svizzera       | Mattenschanze K88         |
| 14 gennaio 1989  | Liberec                | Cecoslovacchia | Ještěd K120               |
| 11 marzo 1990    | Sollefteå              | Svezia         | Hallstabacken K107        |

#### Torneo dei quattro trampolini
- 3 podi di tappa[2]:
  - 2 vittorie
  - 1 terzo posto